# Dawson River (Fitzroy River)
Der Dawson River ist ein Fluss im Osten des australischen Bundesstaates Queensland.

## Name
Der Name dieses Flusses geht auf den preußischen Entdecker Ludwig Leichhardt zurück, der ihn Anfang November 1844 auf seiner ersten Australienexpedition in den Jahren 1844 bis 1845 entdeckte. R. Dawson war ein Unterstützer dieser Expedition.

## Geografie

### Flusslauf
Der Dawson River entspringt in der Carnarvon Range, rund 20 Kilometer nordöstlich von Myrtleville und etwa 150 Kilometer nördlich von Roma. Von dort fließt er zunächst nach Südosten und unterquert die Carnarvon Developmental Road bei Boxvale. Nachdem er den südlichsten Teil des Expedition-Nationalparks durchquert hat, wendet er bei Eurombah seinen Lauf nach Nordosten und fließt durch die Stadt Taroom am Leichhardt Highway. Am Precipice-Nationalpark biegt er nach Norden ab und bildet die Ostgrenze des Parks. Auf seinem Weg nach Norden durchfließt er die Stadt Theodore, wo er erneut den Leichhardt Highway unterquert. Westlich von Moura kreuzt er den Dawson Highway und östlich von Duaringa den Capricorn Highway. Ungefähr 12 Kilometer nordöstlich der Kleinstadt bildet er südlich der Boomer Range mit dem Mackenzie River den Fitzroy River.
Die Städte Taroom, Theodore und Baralaba liegen am Dawson River. Am Fluss wurden etliche Stauwehre gebaut, um Wasser für den Baumwollanbau und die Milchwirtschaft abzuzweigen. Das Einzugsgebiet des Dawson River einschließlich seiner Nebenflüsse Don River und Dee River beträgt 50.800 km².

### Nebenflüsse mit Mündungshöhen
- Wallaroo Creek – 467 m
- Hardys Creek – 465 m
- Sardine Creek – 450 m
- Gregory Creek – 448 m
- Greentree Gully – 410 m
- Gratz Gully – 365 m
- Spring Gully – 364 m
- Precipice Creek – 363 m
- Baffle Creek – 357 m
- Hungry Creek – 341 m
- Midnight Creek – 326 m
- Hutton Creek – 274 m
- Boyd Creek – 252 m
- Commissioner Creek – 237 m
- Six Mile Creek – 232 m
- Four Mile Creek – 231 m
- Tiggirigie Creek – 230 m
- Pine Creek – 225 m
- Eurombah Creek – 211 m
- Scott Creek – 209 m
- Paddys Creek – 204 m
- Kinnoul Creek – 198 m
- Kungay Mungay Creek – 189 m
- Juandah Creek – 187 m
- Palm Tree Creek – 187 m
- Scotchy Creek – 185 m
- Grass Tree Creek – 184 m
- Blackboy Creek – 183 m
- Binghi Creek – 177 m
- Bentley Creek – 176 m
- Spring Gully – 176 m
- Cockatoo Creek – 175 m
- Spring Creek – 172 m
- Price Creek – 170 m
- Double Stake Yard Gully – 169 m
- Croker Gully – 169 m
- Cabbagetree Creek – 168 m
- Cables Creek – 163 m
- Precipice Creek – 161 m
- Cracow Creek – 160 m
- Back Creek – 160 m
- Cattle Creek – 160 m
- Blacksoil Gully – 160 m
- Delusion Creek – 160 m
- Orange Creek – 159 m
- Boam Creek – 156 m
- Gunyah Creek – 147 m
- Castle Creek – 146 m
- Tim Shay Creek – 145 m
- Twelve Mile Creek – 145 m
- Lonestone Creek – 144 m
- Huon Creek – 124 m
- Maloneys Creek – 111 m
- Roundstone Creek – 103 m
- Demby Creek – 100 m
- Back Creek – 96 m
- Jerry Creek – 84 m
- Saline Creek – 77 m
- Don River – 73 m
- Sandy Creek – 73 m
- Herbert Creek – 62 m
- Sharpers Creek – 60 m
- Bone Creek – 60 m
- Eastlands Creek – 58 m[1]

## Überschwemmung 2010/2011
Der Dawson River war einer der Flüsse in Queensland, die von der großen Überschwemmung 2010/2011 betroffen waren. Er flutete die Stadt Theodore, die erstmals in ihrer Geschichte komplett evakuiert wurde.